# Starship Titanic
Starship Titanic (svenska Stjärnskeppet Titanic) är ett datorspel från 1998 designat av författaren Douglas Adams och utvecklat av The Digital Village. Spelet är i genrerna äventyr och pussel, och utspelar sig på ett rymdskepp som kraschlandar på jorden under sin jungfruresa (en referens till RMS Titanics olycka 1912). Spelaren tar rollen som en människa som går ombord för att laga skeppet och måste lösa pussel för att samla ihop bitarna av hjärnan på den saboterade skeppsdatorn Titania.
Bland spelets röstskådespelare finns Monty Python-medlemmarna Terry Jones som Papegojan, och John Cleese (under pseudonymen Kim Bread) som Bomben. Adams själv spelar Succ-U-Bus och Leovinus.
En roman baserad på spelet, men med andra karaktärer och en något annorlunda historia, skrevs av Terry Jones och släpptes på svenska som Stjärnskeppet Titanic.